# Sciglio
Sciglio (Scigghiu in siciliano) è una frazione di Roccalumera, comune italiano della città metropolitana di Messina in Sicilia. 

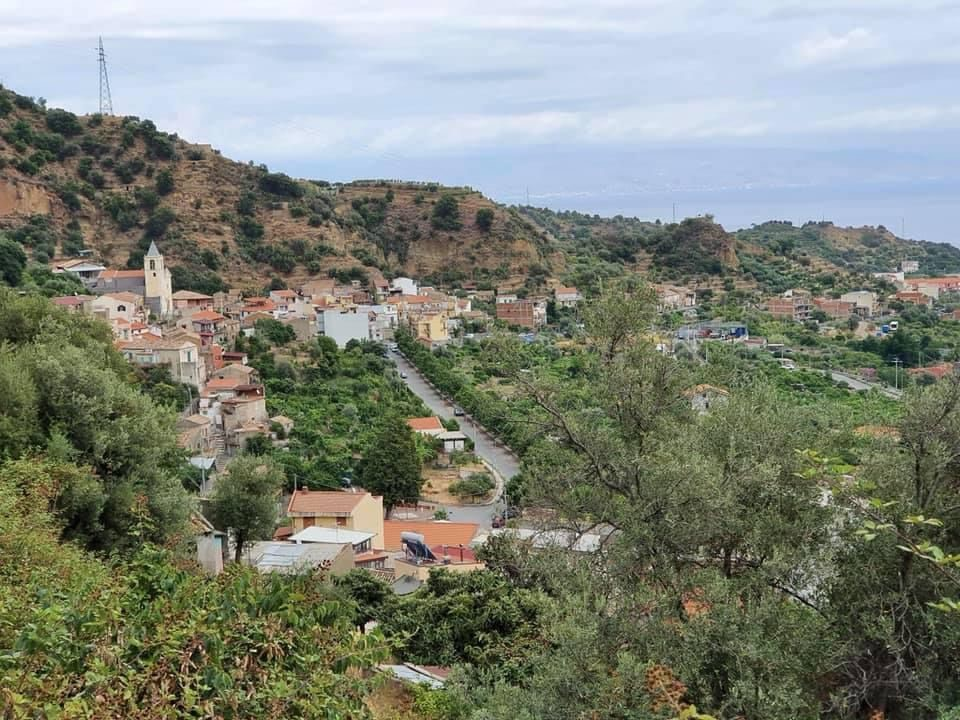
Veduta Sciglio da Via Carmine

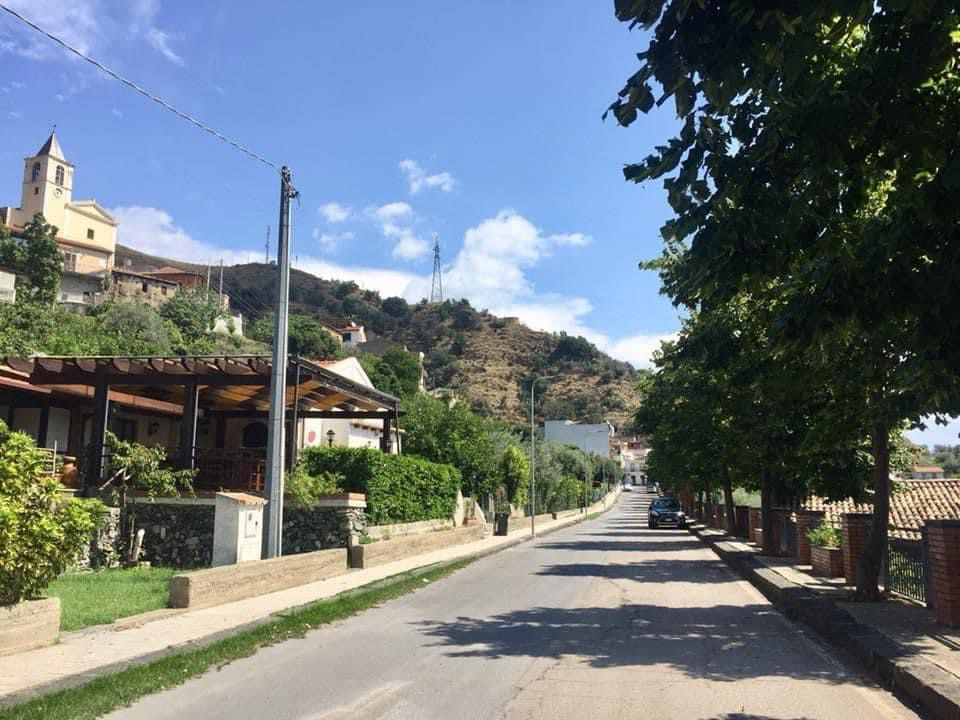
Collegamento tra i due abitati sulla Sp25 bis detto "U Ponte"

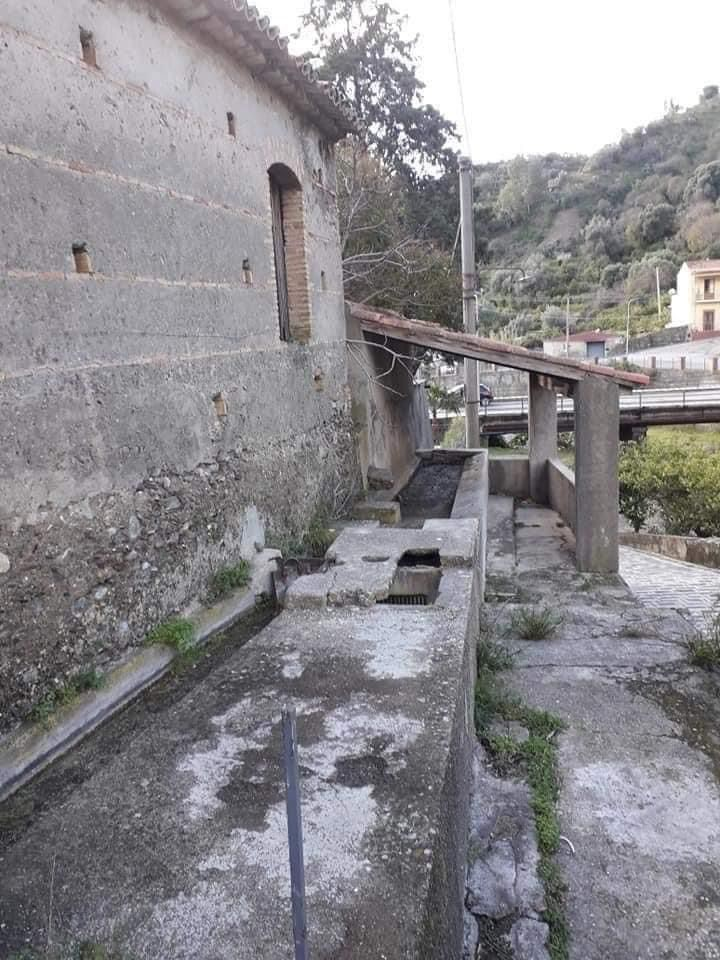
Lavatoio posto dietro l'antica fabbrica di essenze

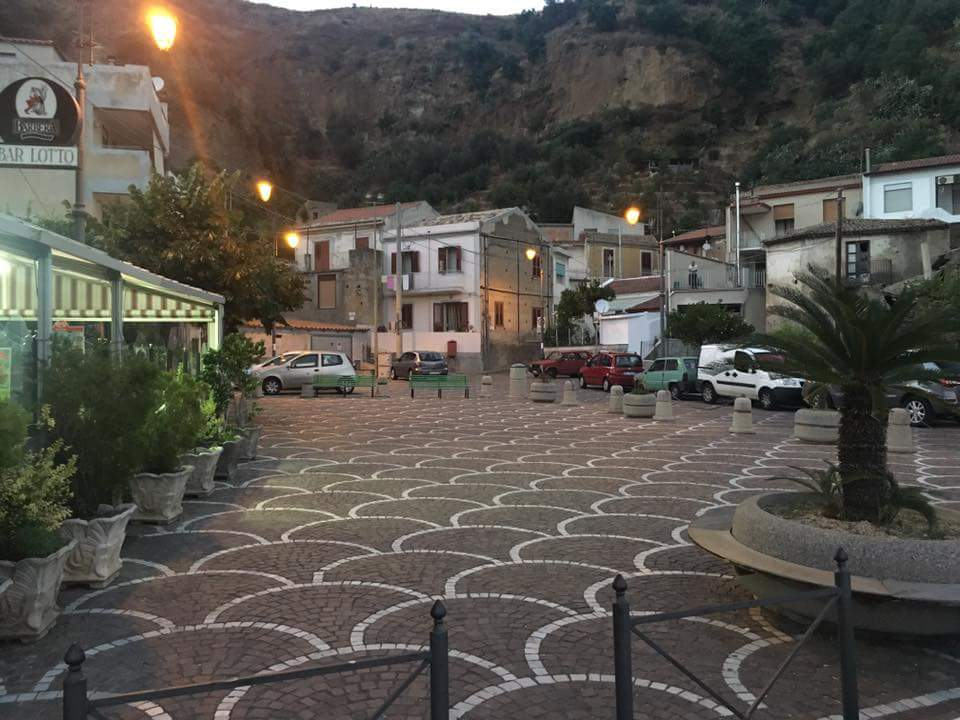
Piazza Fleming

L'abitato sorge a monte del centro comunale a circa 1,98 Km di distanza, denominato anche Xilij, Xiglio, Xsciglio, Sciglij, deriva dal tardo greco Skullaion trasformatosi poi in latino Scyllaeum che significa scoglio o rupe, in riferimento al massiccio “Serro Croce” che lo domina.

## Geografia fisica

### Territorio
Sciglio sorge in una conca semi pianeggiante alle pendici dei rilievi collinari-montuosi dei Monti Peloritani occupando con l'abitato le pendici delle degradazioni collinari che lo circondano. Il territorio è in prevalenza moderatamente montuoso, la sua punta più elevata è Pizzo Speria, con i suoi 936 metri. Da questa altitudine si degrada dolcemente fino a valle. I rilievi sono più ripidi sul lato nord (Serro Croce) con un dislivello maggiore del versante opposto e sono divisi dal vallone Bucolia all’interno e dal torrente Sciglio nella parta mediana. Sul versante meridionale il pendio degrada dolcemente dai 431 metri di Pizzo Cucco ai 394 metri di Contrada Contrisa, ai 368 metri di Contrada Turco, ai 323 metri del Borgo San Vito, ai 309 metri di Contrada Galluffi fino a scendere ai 102 metri di Sciglio.
A Nord e Sud è diviso rispettivamente, dalla frazione di Allume e dalla frazione Rocchenere del Comune di Pagliara, dalle pendici montuose peloritane che degradano verso il mare. 

### Orografia
Il territorio ha diversi torrenti a scarso regime d’acqua: Bucolica, San Nicola e Sciglio, quest’ultimo è il maggiore per dimensione e per lunghezza, nasce nell'entroterra peloritano e discendendo costeggia la parte sud dell'abitato proseguendo fino al Mar Ionio in cui sfocia all'altezza della Piazza Santa Maria del Carmelo di Roccalumera. 
Il torrente è per la maggior parte dell'anno in secca e durante i mesi invernali può essere interessato da piene vigorose in concomitanza con abbondanti precipitazioni. Lungo il percorso del torrente sorgevano diversi mulini ad acqua che servivano l'abitato di 

### Clima
Sciglio ricade nella fascia climatica Csa secondo la classificazione dei climi di Köppen,con clima caldo e secco in estate e mite e piovoso in inverno.

## Storia

### XVI secolo
Le prime notizie storiche dell'abitato di Sciglio risalgono al XVI secolo, quando compare in un “notamento di case” redatto nel 1530, trascritta il 27 dicembre 1821 dal sacerdote Carmelo Ungaro di Fiumedinisi, vistata dal funzionario del Regno delle Due Sicilie Vincenzo Parisi e custodita nell’Archivio della Chiesa Madre di Allume; il documento così recita:
Notamento di tutti li Casi esistenti in / Roccalumera quali sonno habitati di fo-/ristieri e di genti di Fiumedinisi nel tempo /dello Nutricato termino nell’anno 1530.
Li Casi vicini di Roccalumera In primis […]
[…] Casi nella Contrada dello Xsciglio territorio di Roccalumera/ distanti di Mare mezzo miglio, e più habitanti / da Pirsuni Poviri, e distanti di Roccalumera un / miglio. […]»
Del 1545 le notizie rilasciate agli ufficiali del Regno di Sicilia riportano la presenza di grandi aeree boschive ad uso delle vicine miniere di Allume, così come confermato in un successivo documento del 13 settembre 1589 in cui vengono inventariati i beni del Monastero di Santa Maria di Mandanici che riporta tra i possedimenti un bosco di querce ed alberi da frutto per una rendita annua di 70 once.

### XVII secolo
Nel 1613 quando Giovanni La Rocca, proprietario delle miniere di Allume, acquistate nel 1606 da Ferdinando Gonzaga, sposò Isabella Lanza e Abbate, vedova del barone di Fiumedinisi Antonino Colonna e Romano, dal quale ereditò il bosco di San Michele, riunì i territori dell'abitato di Sciglio e quello di Allume e diede origine giuridica alla Terra di Roccalumera, avendo ottenuto la licentia populandi dal viceré di Sicilia.
Durante tutto il secolo si hanno notevoli produzioni di atti, costituiti dai riveli generali di beni e di anime, con cui si possono ricostruire le conformazioni dei gruppi familiari presenti a Sciglio ed i loro possedimenti, nonché la conformazione paesaggistica del tempo, dominata da alberi di Gelso, terreni coltivati, uliveti e vigne
In particolare, nei riveli del 1636 compare la presenza di un mulino detenuto per metà da Paolo Santoro e per l'altra metà da Giovanni Santoro, la presenza già in questo periodo di un mulino fa presagire quanto importante sarà nei secoli per il territorio Scigliese l’attività di molitura. Ancora oggi sono infatti ben visibili lungo le sponde del torrente Sciglio le vestigia di circa una decina di ormai diroccati mulini ad acqua.
Da alcuni riveli di Pietro Basili si viene a conoscenza che alcuni territori di Sciglio ricadevano nel Territorio di Pagliara confinante:

### XVIII secolo
A cavallo tra questo secolo ed il precedente si ha un incremento della popolazione di Sciglio, testimoniato dall’elevarsi dei dati relativi ad abitazioni esistenti nel piccolo borgo rurale.
In questo secolo l'abitato di Sciglio si estendeva oltre quello che oggi è il nucleo abitativo e diviso sotto la giurisdizione di più “Terre”, anche se prevalentemente ricadenti nel marchesato di Roccalumera. 
Notiamo la presenza della divisione in “Scilij Majoris”, quello che è in prevalenza il nucleo abitativo odierno, che viene citato nell’atto di matrimonio di Domenico Rasconà e Grazia Spataro del 28 novembre del 1724:
e quella di "Scilij parvuli", Sciglio Piccolo, ricadente sotto il Territorio di Pagliara, citata nel rivelo di Giuseppe Pittignelli del 1748 e di un altro territorio con il medesimo nome, citato negli atti di matrimonio di tra Giuseppe Campagna e Sebastiana Santoro del 1725, però ricadente sotto il Territorio di Fiumedinisi:
Si può ipotizzare la presenza di due o più territori denominati “Scilij parvuli”, uno dipendente da Pagliara e uno da Fiumedinisi.
Nel 1743 l'abitato venne colpito dall'epidemia di peste che divampò in Italia in quell'anno, portata da una nave genovese giunta a Messina, interessò il territorio di Roccalumera dal mese di ottobre, come riportato nella "Relazione Istorica della Peste" di Francesco Testa:
Nel 1749 si ha la prima notizia di una contrada denominata Santissimo Salvatore comparsa in un atto di vendita di Caterina Marisca alla Chiesa Madre del Santissimo Rosario di Roccalumera, che può essere oggi identificata con la zona attigua alla Chiesa che allora prendeva questo titolo, e di cui resta traccia nella toponomastica odierna nella piccola via San Salvatore.
Nel 1760 si trova una descrizione di Sciglio nel Lexicon Topographicum Siculum dell’Abate benedettino Vito Maria Amico e Statella:

### XIX secolo
Da un atto di matrimonio del 1819 tra Francesco Campagna e Maria Saltizzi si apprende che:
la citata Chiesa delle Anime Purganti sorgeva nell’odierno quartiere Botteghelle di Roccalumera, che come apprendiamo da quest’atto, a quel tempo veniva denominato come Sciglio, dunque lo “Scilij parvuli” dell’atto di matrimonio del 1725 si identifica con questa zona, fatto confutato anche dalla nomenclatura di alcune mappe dell'epoca che indicano il quartiere di Botteghelle come Marina di Sciglio.

## Monumenti e luoghi di interesse

### Architetture religiose
In Via San Cosimo, nel centro originario di Sciglio, sorge la Chiesa parrocchiale dei Santi Cosma e Damiano. Edificata verosimilmente nel XVII secolo, la chiesa, originariamente dedicata al Santissimo Salvatore, è citata in un atto di morte del 27 settembre 1674, conservato nei registri dell'Arcipretura del Santissimo Rosario. Già dalla seconda metà del XVIII secolo vi si veneravano i santi Cosma e Damiano, dal cui culto la chiesa è stata popolarmente identificata come dedicata ai due santi Medici. La piccola chiesa di stile barocco presentava oltre all'altare maggiore due altari laterali e la copertura era costituita da una volta a botte; dopo i lavori realizzati tra il 1955 e il 1957 sono stati asportati gli stucchi, rifatto l'altare maggiore e demolita la volta. Negli anni '60 è stato realizzato l'odierno altare monumentale. L'edificio si presenta a navata unica con annesso campanile; la facciata è arricchita dal portale in pietra rosacea realizzato nel 1758, il campanile è novecentesco. La piazza antistante, con le tipiche merlature, è stata riedificata sul finire degli anni '90.

### Monumenti

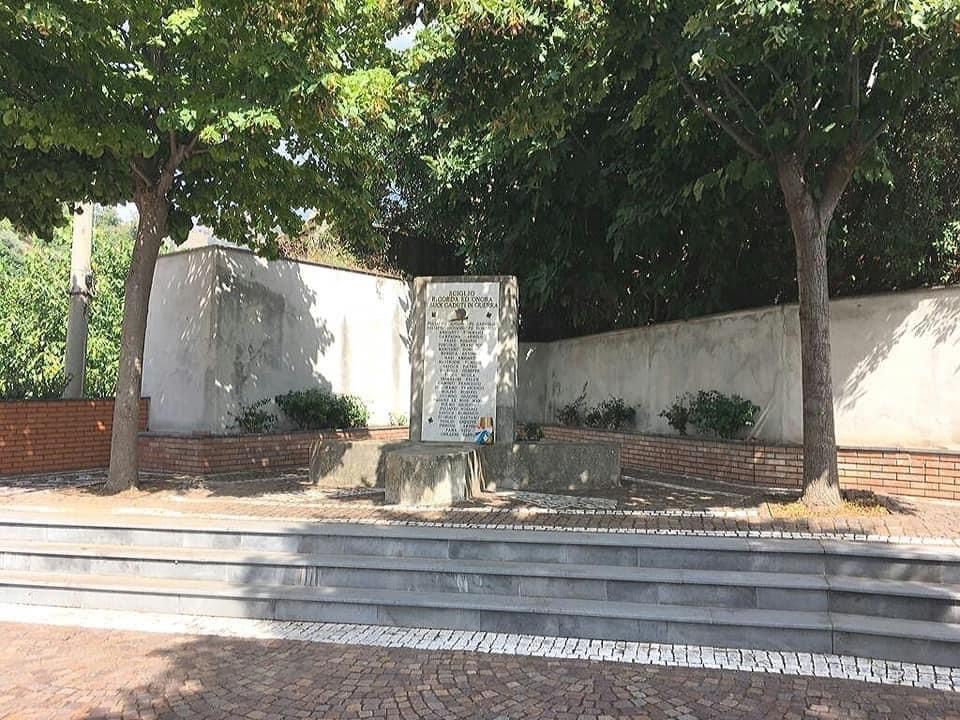
Monumento ai Caduti di Sciglio

Nella piazza omonima all'intersezione della Via San Cosimo con la SP 25Bis, in corrispondenza del ponte sul torrente Sciglio, sorge il monumento ai caduti scigliesi durante le guerre mondiali. Il monumento, composto da una struttura di cemento con base a croce e stele in marmo bianco, commemora i cittadini che hanno perso la vita negli scontri durante la Prima guerra mondiale e la Seconda guerra mondiale.

## Economia

### Storica

#### I Mulini
Fin dal XVI secolo si hanno notizie della presenza di Mulini ad acqua lungo il corso del Torrente Sciglio, testimonianza del fatto che nel corso dei secoli nella frazione di Sciglio sia fiorita l'attività di molitura. Fino agli anni Cinquanta del XIX secolo la gente si recava in questi mulini per macinare il grano e trarne farina per la pasta e il pane. Ancora oggi, presso i ruderi di dieci di queste strutture, si vedono queste enormi ruote in legno, caratterizzate da numerose pale dentro cui cadeva l’acqua e poi faceva girare l’ingranaggio.

#### Fabbrica dell'essenza
In Via San Cosimo, alle spalle della Piazza del Monumento dei Caduti, si trova l’edificio dell’ex fabbrica dell’alcool di proprietà di “Pirrone Nunzio”. La Fabbrica era composta da due stanze dove si effettuava la lavorazione, vi lavoravano 30 operai per lo più donne. La prima fase lavorativa veniva effettuata al di fuori della fabbrica, dove gli uomini effettuavano la raccolta dei limoni. Le donne appena arrivati i limoni in fabbrica li lavavano, li tagliavano a metà e con un arnese ricurvo “u cavaturi“ toglievano la polpa. metteva dentro delle tinozze “ciuffini” piene di calce la quale serviva per farle indurire. Dopo qualche ora le bucce, ormai dure, venivano spremute con una spugna di mare in una seconda tinozza, da questa lavorazione si otteneva l’essenza del limone. La parte interna del limone veniva spremuta in delle teglie e veniva infornata. Dal succo infornato si otteneva il cetrato che veniva tagliato, confezionato e portato ai rivenditori che lo mettevano in commercio. Il momento di maggior produttività lo visse poco prima della prima guerra mondiale. Dalla trasformazione del limone si ottenevano i seguenti prodotti: essenza, cetrato e bucce di pastazzo. La fabbrica venne chiusa poco prima della seconda guerra mondiale, quando il proprietario trasformò la fabbrica in magazzino per la commercializzazione del limone, ma questa attività non dette gli stessi frutti di quella precedente e venne chiusa dopo qualche anno. Della fabbrica restano solo i ruderi.

### Contemporanea
L’economia della frazione Sciglio è basata principalmente sull’agricoltura. Le colture sono di diverso tipo e vanno dai frutteti, alla vite, all’ulivo, agli ortaggi ma in particolar modo l’agricoltura si basa sulla coltivazione degli agrumi e più precisamente del Limone e del Verdello o limone d’estate.

## Cultura

### Palazzotto Steri
All’inizio della Via San Cosimo, da Piazza Fleming, sorge l’ottocentesco e signorile “Palazzotto Steri” che prende il nome dall’avvocato roccalumerese Matteo Steri, anfitrione e mecenate, che, nelle sue pubblicazioni (“Opuscoli Roccalumeresi“), ricorda persone, che hanno dato lustro al paese di Roccalumera. Nella grande sala, in stile architettonico di tipo benedettino, si commemorano infatti con eventi dedicati, le persone che hanno onorato Roccalumera.

### Prodotti agroalimentari
Prodotto caratteristico di Sciglio è il Limone Verdello, prodotto negli appezzamenti di terreno che si trovano all'interno della piana ai piedi dell'abitato, viene celebrato con una sagra decennale che si svolge in Piazza Fleming, centro odierno della frazione.

## Società

### Evoluzione demografica
Abitanti censiti

### Feste
- prima decade di agosto, Sagra della Cuzzola, evento gastronomico.
- terza settimana di agosto, Sagra del Verdello e Premio Nazionale "La Zagara d'Oro".[25]
- 26 settembre, ricorrenza religiosa dei Santi Cosma e Damiano, titolari della parrocchia omonima.
- dal 26 dicembre al 6 gennaio, rappresentazione del Presepe Vivente lungo la Via San Cosimo.[26]

## Infrastrutture e trasporti
Sciglio è attraversato dalla Strada Provinciale 25bis che la collega al centro comunale di Roccalumera ed alla frazione di Allume.
La Strada Comunale Contrisa conduce al cimitero di Roccalumera e alla Contrada Contrisa.

## Galleria d'immagini

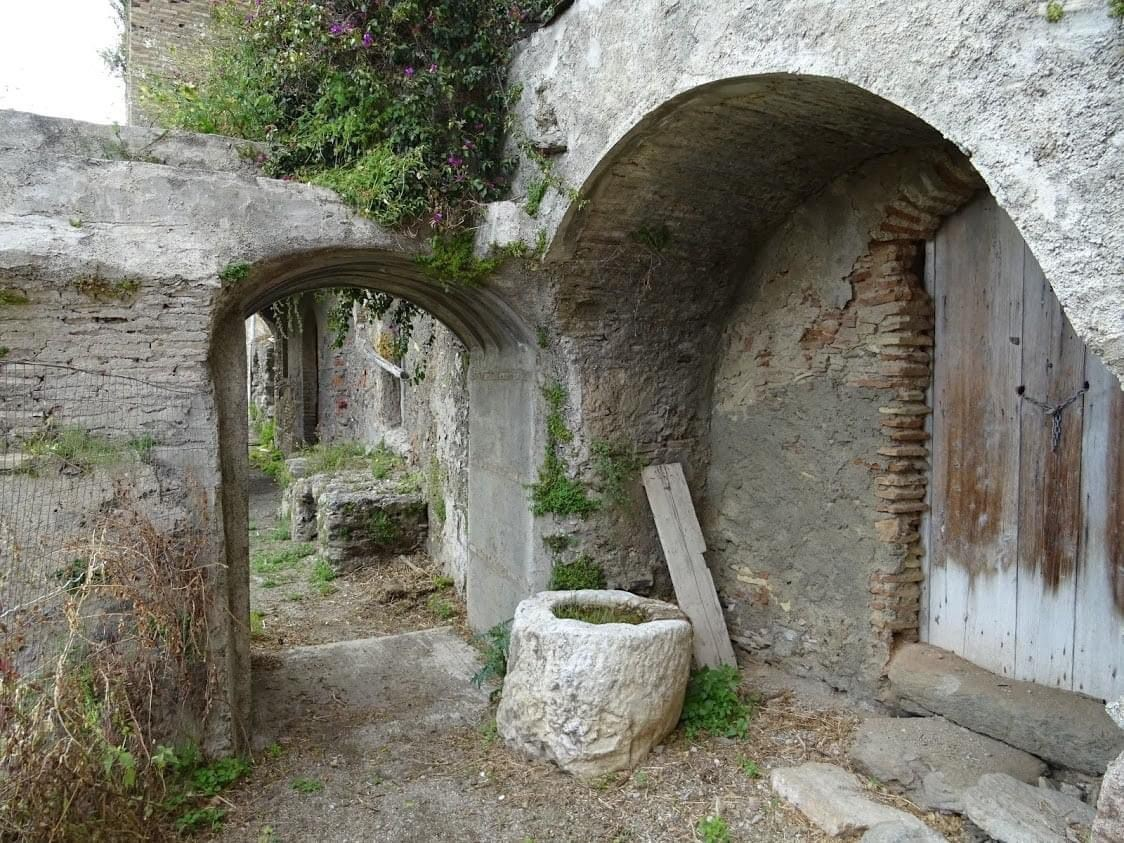
Ruderi sulla Via San Cosimo
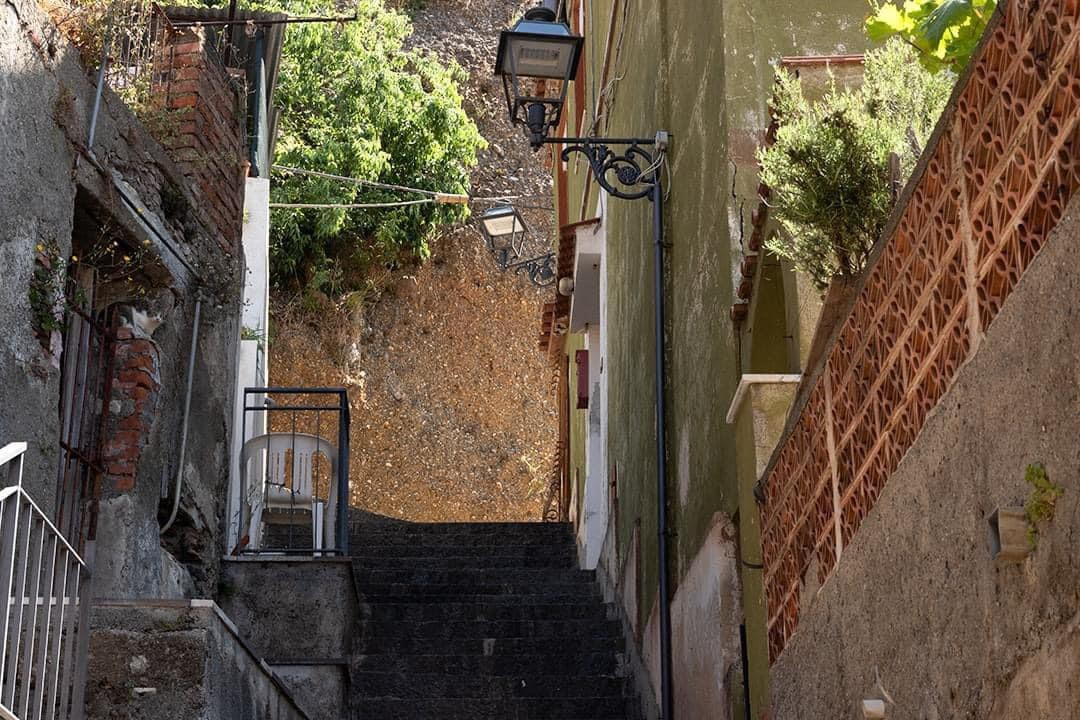
Scorcio di Via Torre
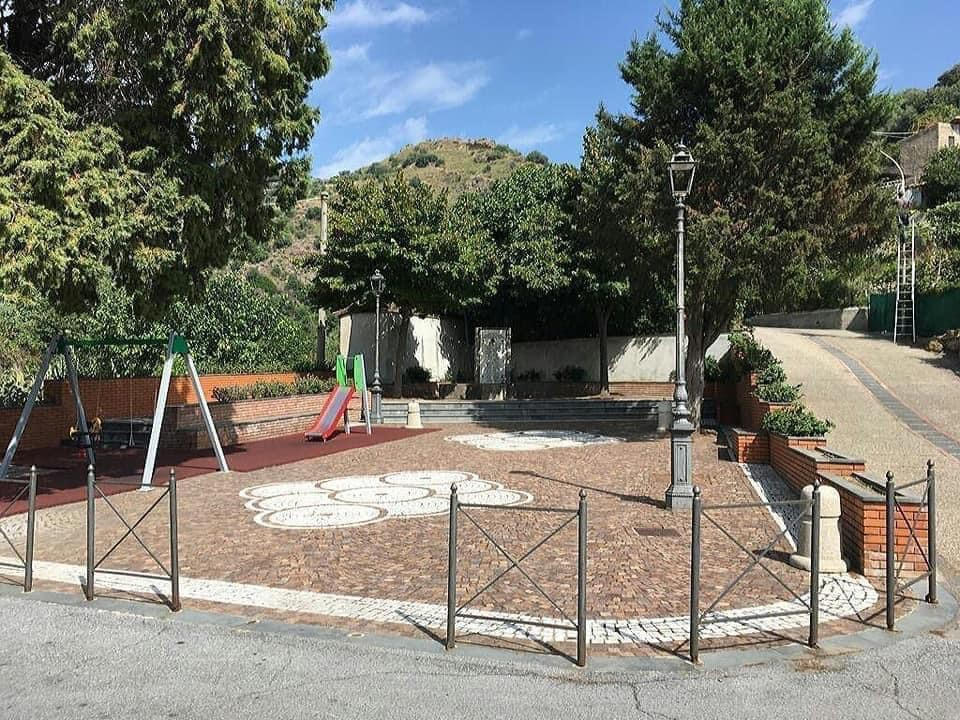
Piazza Caduti
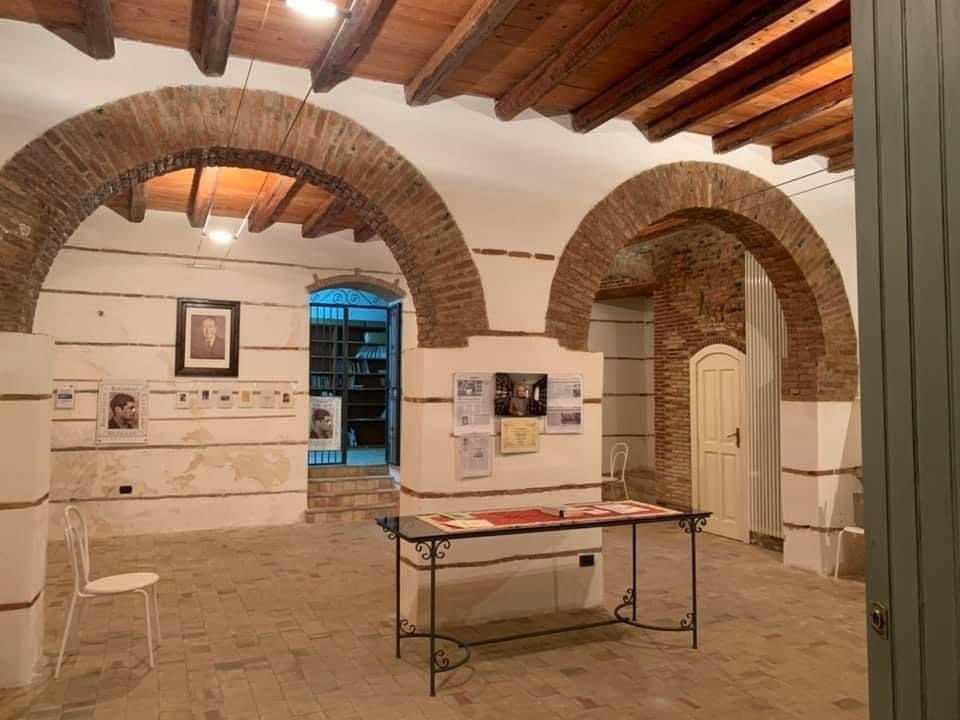
Interni Palazzotto Steri
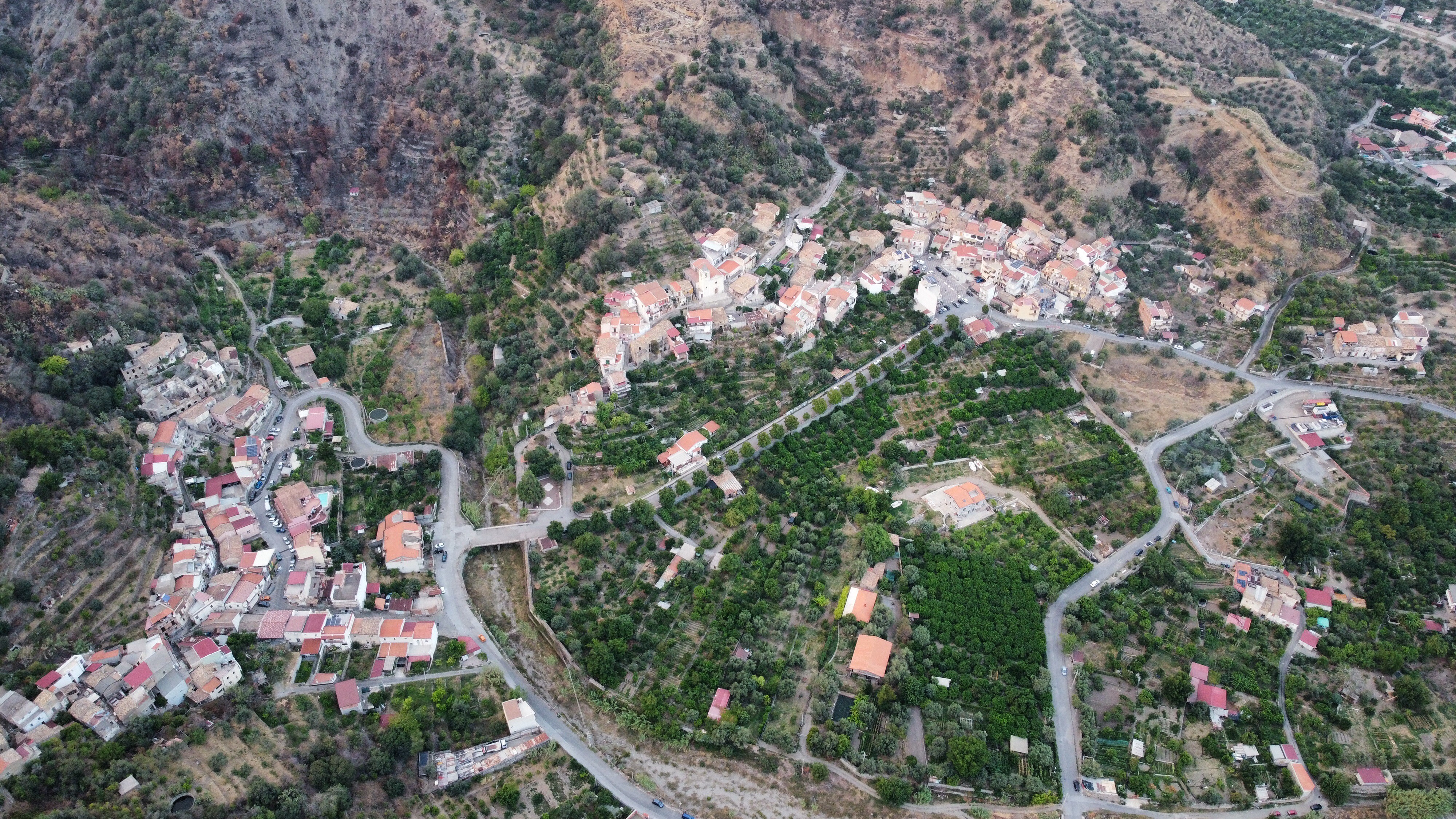
Veduta aerea dell'intera frazione